# Artemistempel
Ein Artemistempel ist ein der griechischen Göttin Artemis gewidmeter Tempel.
Bekannte Artemistempel sind bzw. waren: 
- Artemistempel (Brauron) in Brauron
- Heiligtum der Artemis Agrotera in Athen
- Tempel der Artemis in Ephesos, eines der Sieben Weltwunder
- Artemistempel (Epidauros) in Epidauros
- Artemistempel (Gerasa) in Gerasa
- Heiligtum der Artemis Orthia in Sparta
- Artemistempel (Syrakus) in Syrakus